# José Ledesma Criado
José Ledesma Criado (Salamanca, 26 de mayo de 1926 - Alicante, 20 de diciembre de 2005), fue un poeta español.

## Biografía
Abogado de profesión, una escultura de Fernando Mayoral le representa ataviado con su característica capa salmantina, sentado junto a la muralla de Salamanca, como habitualmente solía hacer tras sus largos paseos. Solía pasar sus vacaciones estivales en Figueira da Foz, Portugal, donde llegó a ser un personaje muy popular, hasta el punto de que una de las plazas de la localidad lleva su nombre. A esta ciudad dedicó parte de su obra (Creo en el mar y en sus orillas) que fue publicada en Portugal y traducida al portugués.

## Trayectoria
Algunos aspectos destacables de su vida son:
- Fundador de la revista Álamo.
- Miembro de la Academia de Juglares San Juan de la Cruz de Fontiveros (Ávila).
- Miembro de la Academia Castellana y Leonesa de Poesía.
- Miembro de número de la Institución Gran Duque de Alba.

## Premios
- Finalista del Premio Nacional de Literatura (1978).
- Premio de Poesía provincia de Segovia.
- Premio Ciudad de Irún.
- Premio Ademar (dos ediciones).

En 1980 ganó el concurso para la creación del himno de la Unión Deportiva Salamanca compuesto junto a Jesús García Bernalt.